# Szergej Ivanovics Moszin

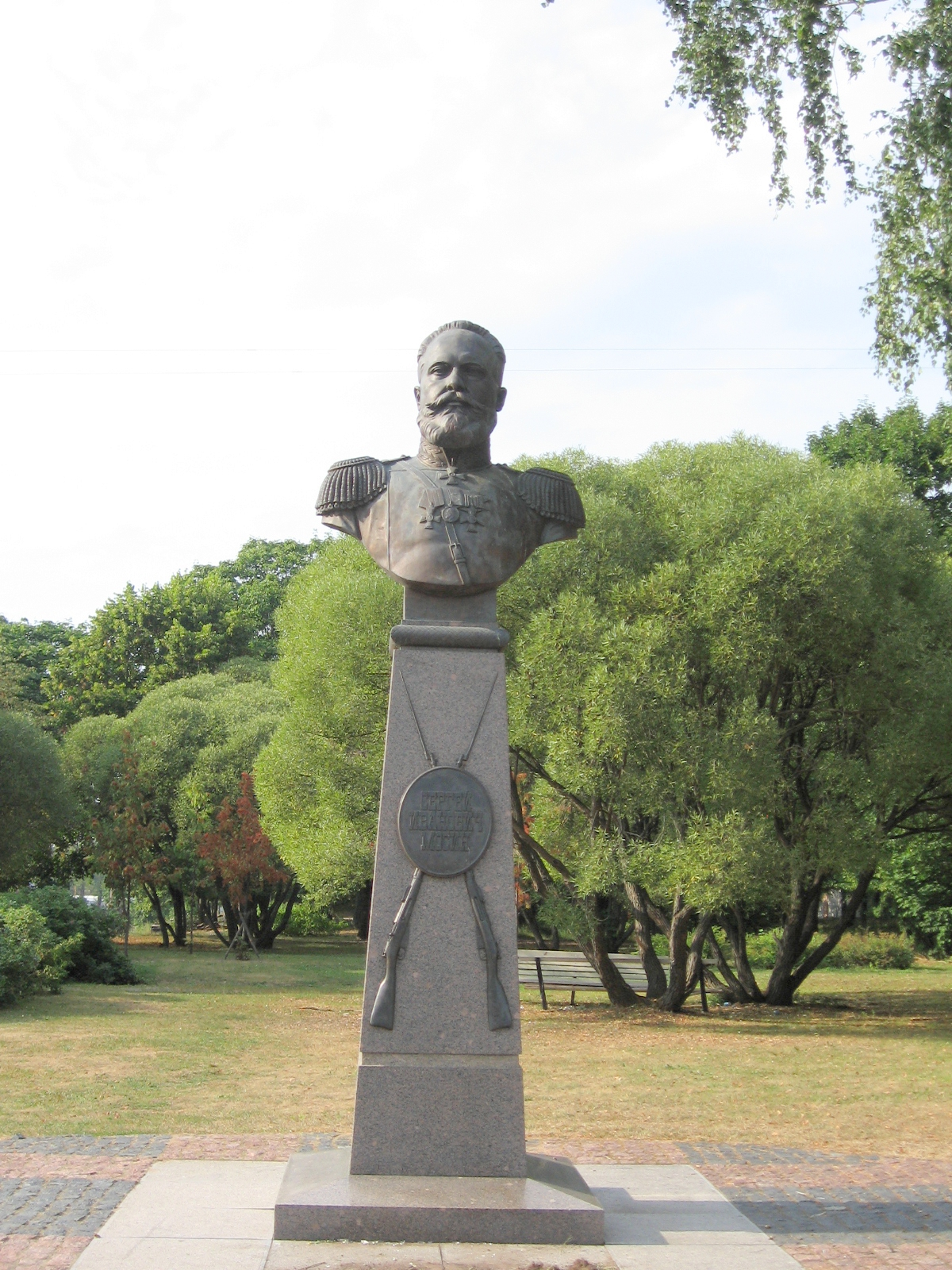
Szergej Moszin mellszobra Szesztroreckben

Szergej Ivanovics Moszin (oroszul:  Сергей Иванович Мосин; Ramony, 1849. április 14. – 1902. február 8.) orosz hadmérnök, fegyvertervező, legismertebb alkotása az ismétlő rendszerű Moszin–Nagant-puska.
A Voronyezsi kormányzóság Ramony nevű falujában született 1849. április 14-én (régi orosz naptár szerint: április 2-án). Apja katonatiszt volt, de 1838-ban kilépett a hadseregből. Anyja paraszti származású. 1861-ben, 12 éves korában Tambovba került kadétnak, majd egy év múlva a Voronyezsi Kadétiskolába helyezték át. 1865-ben katonai gimnáziumba került, amelyet 1867-ben végzett el. 1870-től a pétervári  tüzértiszti iskolában tanult. 1875-ben kitüntetéssel elvégezte a Mihajlovszkij Tüzér Akadémiát. Századosi rendfokozatot kapott, és a tulai fegyvergyárba vezényelték.
1880-ban a finommechanikai üzem vezetőjévé nevezték ki. Fegyverkonstruktőrként első munkája az egylövetű Berdan puska átalakítása volt ismétlőfegyverré, először 8, majd 12 lőszert befogadó tárral. 1883-ban a cári hadsereg az ismétlőpuskákkal kapcsolatos kísérletek felügyeletére létrehozott bizottság vezetőjévé nevezte ki Moszint. 1891-ben megalkotta a legendás "háromvonalas" hadipuskáját (Moszin-Nagant puskaként is ismert), amelyet 1944-ig gyártottak, és néhány ország hadserege még az 1970-es években is használta. 1894-ben a Szesztrorecki Fegyvergyár vezetőjévé nevezték ki. 1900. április 9-én tábornoki rendfokozatot kapott.
1902. február 8-án (régi orosz naptár szerint: január 26-án) tüdőgyulladásban halt meg. Sírja Tulában található.